# Từ vựng Hán-Nhật
Kango (Tiếng Nhật:  漢語, "Từ Hán") là một phần của từ vựng Nhật có nguồn gốc từ tiếng Trung Quốc hoặc đã được tạo bởi những yếu tố được mượn từ tiếng Trung Quốc. Một số cấu trúc ngữ pháp và mẫu câu cũng là Hán-Nhật. Từ vựng Hán-Việt là kango (漢語) trong tiếng Nhật, có nghĩa là "từ Trung Quốc".  Kango là một trong ba thể loại của từ vựng tiếng Nhật. Những thể loại khác là từ vựng tiếng Nhật Bản ngữ (yamato kotoba) và mượn từ ngôn ngữ khác, nhiều nhất là ngôn ngữ phương Tây (Gairaigo). Nó được ước lượng là 60% những từ trong từ điển hiện đại tiếng Nhật là kango, nhưng họ chiếm 18% những từ được dùng trong nói chuyện.
Kango được tách biệt ra kanbun, là một cách viết tiếng Hán trung cổ bằng tiếng Nhật trong Nhật Bản. Kango trong tiếng Nhật hiện đại và kanbun trung cổ là hai yếu tố ngôn ngữ và ngữ âm tiếng Trung Quốc được tìm thấy trong tiếng Hàn và tiếng Việt, chúng không phải hoàn toàn tiếng Trung Quốc. Những từ như vậy, có ý nghĩa mới lạ, được gọi là wasei-kango. Nhiều từ trong kango được tạo trong hiện đại hóa của Nhật Bản để dịch ra khái niệm phương Tây và được mượn lại từ tiếng Trung Quốc.
Kango cũng được tách biệt ra khỏi gairaigo gốc Trung Quốc, là những từ được mượn từ thổ ngữ  tiếng Trung Quốc hiện đại, một số được thỉnh thoảng đánh vần với chữ Hán hoặc kanji như kango.